# Göran Rothman
Göran (Georg) Rothman ( Skatelöv, Småland, 30 de novembro de 1739 – Estocolmo, 3 de dezembro de 1778) foi um médico, botânico e tradutor sueco.